# U80601

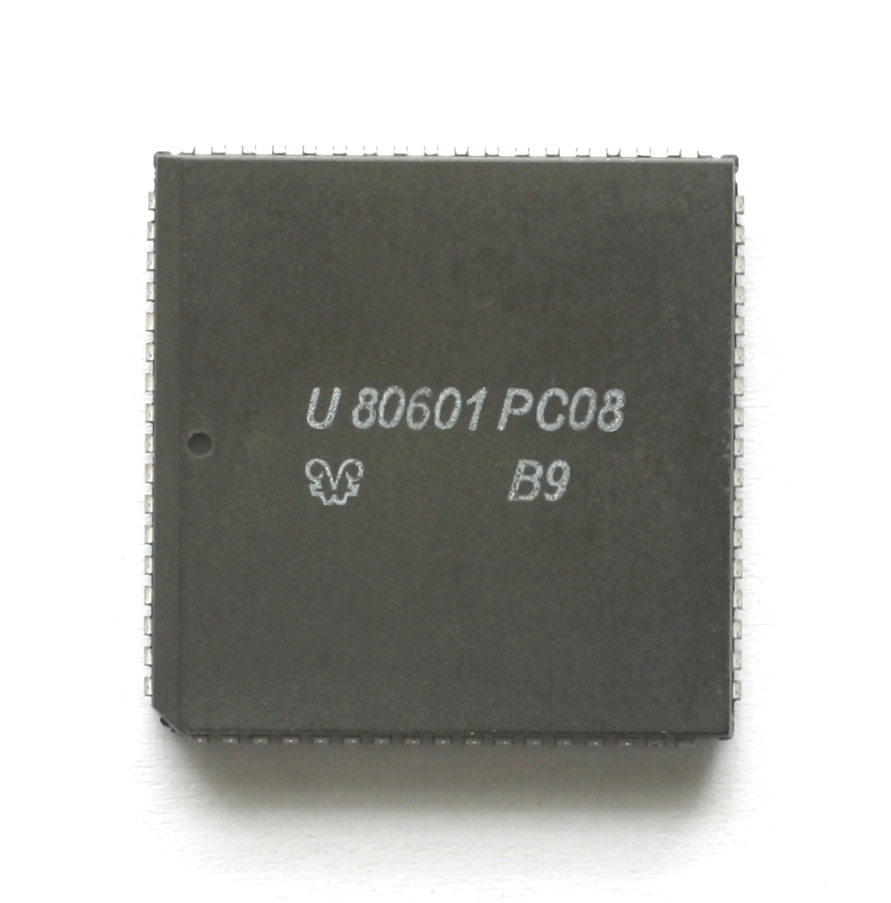
U80601 (8 MHz-es változat)

Az U80601 egy a volt NDK-ban 1989-1990-ben gyártott 16 bites mikroprocesszor jelölése. Ez a processzor szinte teljes egészében megegyezik az Intel 80286 processzorral, annak egy igen közeli másolata. NMOS technológiával készült, PLCC vagy keramikus CLCC tokozásban jelent meg, az U80600-as csipkészlet tagjaként.
Kelet-Németország ekkoriban a Keleti blokk országa volt, így az Intel nem tudott jogilag fellépni a másolat gyártása és forgalmazása ellen.

## A csipkészlet részei
Az U80600 rendszer a következő csipeket foglalta magában:
- U80601: CPU (megegyezik az Intel 80286-os processzorral)
- U80606: sínvezérlő (az Intel 82288 megfelelője)
- U80608: hibafelismerés és -javítás (az Intel R8206 megfelelője)
- U80610: memóriavezérlő (MMU) 16 kbitestől 256 kbites DRAM-ok számára (az Intel R8207 megfelelője)

Tervezett, de el nem készült csipek:
- U80612: órajelgenerátor (a DS80612, SAB82284 csipek megfelelője)
- U80613: FPU (az Intel 80287 lebegőpontos matematikai koprocesszor megfelelője)
- U80614, U80617, U80619: Rolanet 2 hálózati vezérlő (az Ethernet IEEE 802.3 szabványhoz hasonló)
- U80620: integrált perifériavezérlő (CHIPS vagy SAB82C206 megfelelő)
- U80621: VGA grafikus vezérlő (a Tseng Labs ET3000 megfelelője)
- U80622: RAMDAC (az Inmos IMSG171P50 megfelelője)